# NGC 1444
NGC 1444 (другие обозначения: OCL 394, PGC 3517886) — рассеянное звёздное скопление в созвездии Персея. Открыто Уильямом Гершелем в 1788 году. Описание Дрейера: «скопление 30 звёзд от 12-й до 14-й величины». Скопление очень разрежено: хотя визуально вблизи его центра находится 25 звёзд, только 6 из них расположены примерно на одном расстоянии и принадлежат скоплению. Оно удалено от Земли приблизительно на 900 парсек, а его возраст составляет около 170 миллионов лет. Для одной из звёзд скопления оценка возраста на основе её видимых параметров составляет 12 миллионов лет — по всей видимости, она относится к голубым отставшим звёздам.
Этот объект входит в число перечисленных в оригинальной редакции «Нового общего каталога».